# Juan Pablo de Aragón-Azlor
Juan Pablo de Aragón-Azlor y Zapata de Calatayud (Pedrola, 24 de enero de 1730-Madrid, 17 de septiembre de 1790) fue un noble español, undécimo duque de Villahermosa.

## Títulos y familia
Fue XI duque de Villahermosa desde 1761 por muerte de su tío, José Claudio de Aragón-Gurrea y de Castro-Pinós (1697-1761), soltero sesentón sin sucesión, X duque de Villahermosa por resolución judicial de 20 de junio de 1750, cincuenta y ocho años después de feroces pleitos entre varias familias nobles aragonesas contendientes por el título y las tierras a la muerte del IX duque Carlos en 1692. 
Antes de heredar el ducado, era ya IV conde de Guara, VIII conde de Luna, XI conde de Cortes, barón de Panzano, XIV señor de La Zaida en Zaragoza, etc. Era nieto de Juan Artal de Azlor y Virto de Vera, II conde de Guara (fallecido en 1710) que había sido segundo marido de una Villahermosa pleiteante.

## Matrimonio con los Pignatelli de Aragón
Fue agregado de la embajada de España en París, donde casó in 1769 , casi cuarentón, con María Manuela Pignatelli de Aragón y Gonzaga (1753-1816), hija del embajador en Francia durante diez años, entre 1763 y 1773 Joaquín Atanasio Pignatelli de Aragón y Moncayo, XVI conde de Fuentes (1724-1776). La esposa del embajador era María Luisa Gonzaga (1726-1773). Eran familia muy próxima del jesuita San José de Pignatelli (1735-1811), canonizado por Pío XII el 12 de junio de 1954.
María Manuela sufragó personalmente los gastos de la Santa Cuna del Niño Jesús (Basílica de Santa María la Mayor), un hermoso relicario donde se custodian los maderos empleados para el pesebre del Niño Jesús en Belén.

### Pignatelli, duques de Monteleón
Los Pignatelli italo-aragoneses, que tuvieron previamente dos papas, Pablo IV, papa de 1555 a 1559 e Inocencio XII, papa de 1691 a 1700, entroncaron con Teresa Pimentel y Benavides, hermana del XII conde de Benavente Francisco, grande de España por concesión del rey Carlos I de España en 1520, hermana del IV marqués de Jabalquinto Gaspar, hermana de la XI duquesa consorte de Medina Sidonia Antonia y se casaría en 1665 con Andrés Fabrizio Pignatelli de Aragón (1640-1677), grande de España, gran chambelán del reino de Nápoles, caballero del Toisón de Oro, V príncipe de Noia y VII duque de Monteleón.
La primogénita de este matrimonio, Juana Pignatelli de Aragón y Pimentel (1666-1723), IX duquesa de Monteleón fue quien aportó muchos títulos y tierras a su marido Nicolás de Pignatelli y Carafa (1648-1730), VIII duque de Monteleón, caballero del Toisón de Oro, virrey de Cerdeña de 1687 a 1690, muerto en 1730.
Un hermano del mencionado José de Pignatelli de Aragón (Zaragoza, 1737-Roma, 1811) fue Ramón Pignatelli (Zaragoza, 1734-1793), que estuvo relacionado en la construcción del Canal Imperial de Aragón y obras de beneficencia para los niños abandonados zaragozanos.
En 1772, el XI duque de Villahermosa, Juan Pablo, dejó la agregaduría de la Embajada en París, donde era embajador su suegro, y marchó primero a Londres y después a Madrid, desde donde se le envió destinado fuera por temor a su posible influencia en la familia real. Fue embajador en Turín de 1779 a 1783.

## "Partido Aragonés" con Francia, 1773-1787
Juan Pablo, en que se vuelven a cambiar apellidos, fue un miembro destacado del "partido aragonés" en torno a Carlos III de España, partido de talante francófilo y volteriano, liderado intelectualmente por Pedro Pablo Abarca de Bolea (1718-1798), IX conde de Aranda, el notable militar y político que fue sucesor de Pignatelli en la Embajada en Francia, y que fue embajador en Francia durante catorce años, de 1773 a 1787, apoyando financiera y políticamente a través de Benjamín Franklin la independencia de los Estados Unidos desde antes de 1776, y embajador antes en Polonia e Inglaterra.

### Cardenales protectores de España
En 1777 hubo una venta inmobiliaria en Madrid, que abrió las puertas a reformas inmobiliarias y cambios por parte de los duques de Villahermosa, la pareja Azlor de Aragón-Pignatelli de Aragón hacia una conversión a palacio neoclásico del que se llamó Palacio de Villahermosa después de 1805, y que hoy es el actual Museo Thyssen-Bornemisza, situado en el Paseo del Prado, 8, frente al Museo Nacional del Prado y el Jardín Botánico de Madrid. 
Tal venta fue realizada por la XX duquesa de Atri, una "Acquaviva d' Aragona", viuda de Filippo Strozzi, con la que se extinguió el título italiano ducal aparentemente, habiendo intercambios financieros y de vínculos entre los Pignatelli de Aragón afrancesados y los Acquaviva de Aragón, duques de Atri en los Abruzzi, y de orientación papal como cardenales protectores de España durante más de cien años, por lo que parece.